# Albania (toponimo)
Il termine Albania, insieme ad altri toponimi europei e mediterranei, come Alpi e Albione, ha due possibili etimologie, entrambe plausibili: *albho-, protoindoeuropeo per "bianco", oppure *alb-, protoindoeuropeo per "collina". 
Tale radice si può ritrovare nelle parole seguenti:
- Albania, stato europeo
- Albania caucasica, stato asiatico
- Albione, nome della Gran Bretagna o della Scozia
- Alpi
- Arbanesi, abitanti della penisola di Giens

## Albania

Bandiera Albanese

Esistono diverse teorie sull'origine del toponimo "Albania": il nome potrebbe derivare dalla Tribù illirica degli Albanoi, registrata da Claudio Tolomeo, geografo e astronomo di Alessandria d'Egitto, che disegnò una mappa nel 150 d.C. che mostra la città di Albanopolis situata a nord-est di Durazzo. Il nome potrebbe avere una continuazione nel nome di un insediamento medievale chiamato Arbanon. Nella sua "Storia" scritta nel 1079-1080, lo storico bizantino Michele Attaliate fu il primo a riferirsi agli Albanoi come partecipanti a una rivolta contro Costantinopoli nel 1043. Durante il Medioevo, gli albanesi si riferivano a sé stessi come Arbëresh o Arbënesh.
Vincenzo Dorsa nel suo libro “Su gli albanesi, ricerche e pensieri”, ricorda che esistono altre teorie ma sottolinea come il richiamo ad Albanopolis di Tolomeo, ripreso anche da Strabone, possa essere il più verosimile e conclude:
(Vincenzo Dorsa, Su gli albanesi, ricerche e pensieri.)
Secondo lo scrittore albanese Faik Konica, il termine Albanianon sostituisce completamente Illyria solo alla fine del XVIII secolo. Il nome "Alba" o "Arba" sembra essere connesso con la città di Arba (la moderna Rab in Croazia), nei tempi preistorici abitata dagli Illirici Liburniani, menzionati per la prima volta nel 360 d.C. La radice del nome deriva dall'illirico Arb ("nero", "verde", "legnoso") ed è stato trasposto nell'antico nome di Arba, Arva, Arbia che è menzionato dai cosmografi del tempo.
La derivazione del nome Albania è di considerevole antichità forse originario dal pre-celtico alb (collina), da cui Alps, o possibilmente dall'Indoeuropeo albh (bianco), da cui albino e Albion. Alcuni scrittori bizantini usano le parole "Albanon" e "Arbanon" per indicare la regione di Kruja. Sotto gli Angiò, nel XIII secolo, i nomi "Albania" e "Albanenses" indicano la completa nazione e tutta la popolazione come rileva dagli scritti dei vescovi Frang Bardhi Pjetër Budi, Pjetër Bogdani tra i primi a scrivere in lingua albanese. 
Vengono citati per la prima volta come Albanesi nella loro regione nativa come Arbanites di Arbanon nel rapporto di Anna Comnena (Alexiad 4) dei disordini in questa regione causati da suo padre Alessio I Comneno (1081-1118). Nella "Storia" (‛Ιστορία) scritta nel 1079-1080 dal bizantino Michele Attaliate c'è un primo riferimento agli Albanoi che presero parte alla rivolta contro Costantinopoli nel 1043 e agli Arbanitai come soggetti al duca di Dyrrachium (Durazzo).
Gli Italo-albanesi e le minoranze albanesi in Italia, ancora presenti in Grecia dove si chiamano Arvaniti, sono stati chiamati in differenti modi col trascorrere degli anni: Arbënuer e Arbënor in Grecia, Arbërorë o Arbëreshë o Arbëreshë di Sicilia, in Italia. 
La radice "Alb-" o "Arb-" è più antica rispetto a "Shqip-" da cui deriva il nome moderno dello Stato, Shqipëria che appare solo al tempo dell'invasione turca. Storicamente, i termini "Arban" e "Arbër" erano utilizzati per riferirsi all'Albania e agli albanesi durante il Medioevo. La diffusione del nome "Shqipëria" come nome nazionale avvenne durante il periodo di dominazione ottomana. Shqipëria" si traduce come "Nido delle Aquile", e gli abitanti sono chiamati "Shqiptar", ovvero "figli dell'aquila". Questo legame è ripreso dall'adozione dello stendardo bizantino, l'aquila nera bicefala su sfondo rosso, come bandiera nazionale. Questa simbologia riflette il legame storico e culturale degli albanesi con l'Impero bizantino.